# Comuna del Camp
La Comuna del Camp fou una institució que a l'edat mitjana i moderna agrupava diversos municipis de la senyoria eclesiàstica de l'Arquebisbat de Tarragona amb la finalitat de defensar els seus interessos i tractar causes comunes.
La Comuna va arribar a aplegar fins a 112 termes o pobles del Camp de Tarragona (avui Tarragonès, Alt Camp i Baix Camp), alguns nuclis només amb una família. Els pobles i termes entraren i sortiren de la comuna al llarg de la història i, per tant, el nombre de membres era oscil·lant.
Els pobles que van pertànyer més temps a la Comuna, alguns ja desapareguts com a entitat independent, eren:
L'Albiol, Alforja, Alcover, Alió, Almoster, l'Arbocet, Ardenya, l'Argentera, l'Argilaga, els Banys, Barenys, Bellavista, les Borges del Camp, Botarell, Bràfim, el Burgar, el Burguet, Cambrils, la Canonja, Casafort, Castellvell, el Catllar, els Cocons, el Codony, Colldejou, Constantí, Cortiella, Duesaigües, Escornalbou, Ferran, la Font de l'Astor, els Garidells, la Granja dels Frares, Guardamar, les Gunyoles, la Selva, la Trilla, les Irles, Masmoreta, la Masó, Masricart, el Milà, Miramar, els Molnars, Montbrió, Montoliu, Mont-roig, el Morell, Nulles, el Pedrós, Perafort, Peralta, el Pla de Cabra, la Pobla de Mafumet, el Pontarró, el Pradell, Puigdelfí, Puigpelat, la Quadra de Montoliu, la Quadra dels Tascals, el Rourell, Renau, Reus, la Riera, Riudecanyes, Riudecols, la Secuita, la Serra, Tamarit, les Tapioles, la Torre de Fontaubella, Torrelles, Vallmoll, Valls, Vilabella, Vilafortuny, Vilallonga, Vilanova d'Escornalbou, Vila-seca, Vilaverd, Vinyols, Vistabella i les Voltes.

## Història

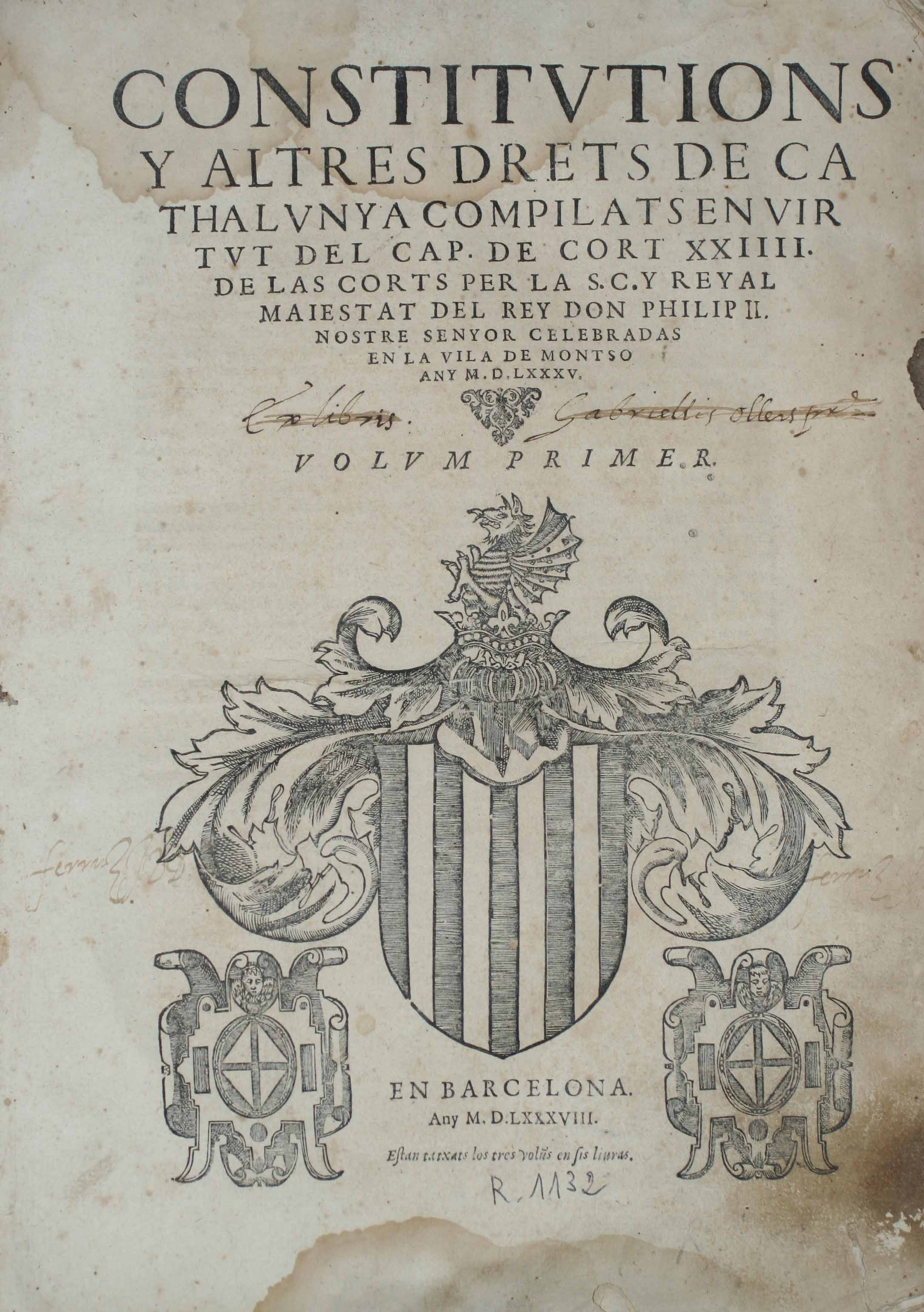
Constitucions de Catalunya de 1585

La primera reunió va tenir lloc el 1274, per buscar la manera d'oposar-se als drets reials sobre les comunes que exercia el veguer del rei, oposició que culminà amb accions contra el castell reial de Tarragona. El 1288 els pobles es revoltaren i al·legaren que eren vassalls dels arquebisbe i no del rei. L'arquebisbe els va fer costat. El 1292 i 1296 es produïren altres revoltes sempre acabades amb cessions reials.
El 1305 es va fundar formalment la Comuna contra l'arquebisbe Rodrigo de Tello que volia fer pagar als pobles 2/5 del cost de la reconstrucció de les muralles de Tarragona i la millora dels camins oberts. Els pobles van protestar de diverses formes, i un grup es reuní a la Selva del Camp per presentar un recurs davant del rei. Es va iniciar un plet i els que reclamaven s'anaven reunint a la Selva, possiblement perquè era un lloc equidistant a la majoria de municipis afectats, i aquesta població es va convertir així en seu i lloc habitual de reunió de la naixent Comuna. Es diu que els participants es reunien sota les branques d'un roure immens.

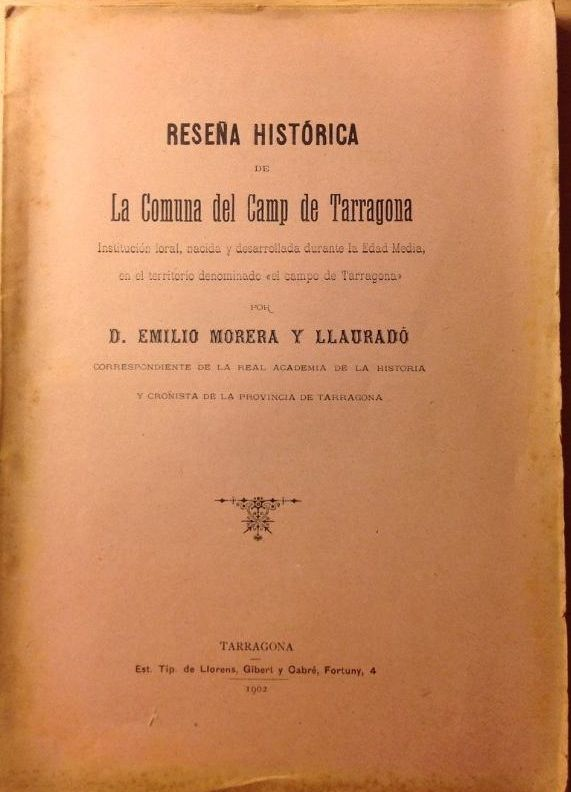
Portada del llibre d'Emili Morera sobre la Comuna del Camp

El 1322 el rei va atorgar privilegis a la Comuna, ja que la Comuna li servia de contrapoder davant de l'Arquebisbe. El 1330 l'Infant Joan d'Aragó i d'Anjou, arquebisbe de Tarragona, va reconèixer la Comuna i la dotà d'estructura jurídica, el rei Joan I va confirmar-li els drets el 1388, i el rei Martí I també ho va fer, ampliant-los, el 1399. Els privilegis van ser recopilats per Berenguer Montserrat el 1449.
Des del 1335 les reunions foren freqüents i la Comuna, essencialment, s'ocupava de repartiment i cobrament dels impostos dels pobles que l'integraven i organitzava la participació en les expedicions bèl·liques del rei. El 1374 la Comuna intervingué en el plet entre el rei i l'arquebisbe Pere de Clasquerí, a favor del darrer, amb desfetes a Vilabella i Vilafortuny. El rei va tractar d'establir la seva senyoria única sobre les terres de la Comuna, però els pobles s'hi oposaren, i molts van ser saquejats per Bernat de Vilademany, senyor de Torelló. El 1393 la Comuna va comprar el perdó reial.
El 1413 la Comuna no volia oposar-se a Jaume II d'Urgell contravenint les ordres reials (Constitució Princeps Manque de 3 d'octubre de 1413). Temps més tard, el juny de 1462, la Comuna es va declarar contrària al rei, sota la direcció del selvatà Cosme de Montserrat, bisbe de Vic, i així es va deslliurar de la jurisdicció reial i també de la de l'Arquebisbe (que feia costat al rei), però les forces reials van desfer a les de la comuna i el setembre aquesta va quedar ocupada i sotmesa a l'arquebisbe.
Durant el segle xv els pobles de la costa van patir les escomeses dels pirates musulmans començades ja el segle xiv. El 1527 es va construir una torre de defensa a Salou, que encara existeix, i, per acabar d'arreglar la situació, el 1529 una pesta va assolar la comarca. El pirata Dragut va desembarcar a Salou el 1550. Els atacs dels pirates van durar encara tot el segle xvi i continuaven al començar el segle xvii.
Durant el segle xvi la Comuna va impulsar la construcció de camins i ponts, que, juntament amb les torres fortificades, van conduir a millorar notablement la situació fins al 1591, quan hi va haver una nova pesta, i la Comuna va haver de prendre diverses iniciatives sanitàries i va obtenir blat per combatre la carestia.

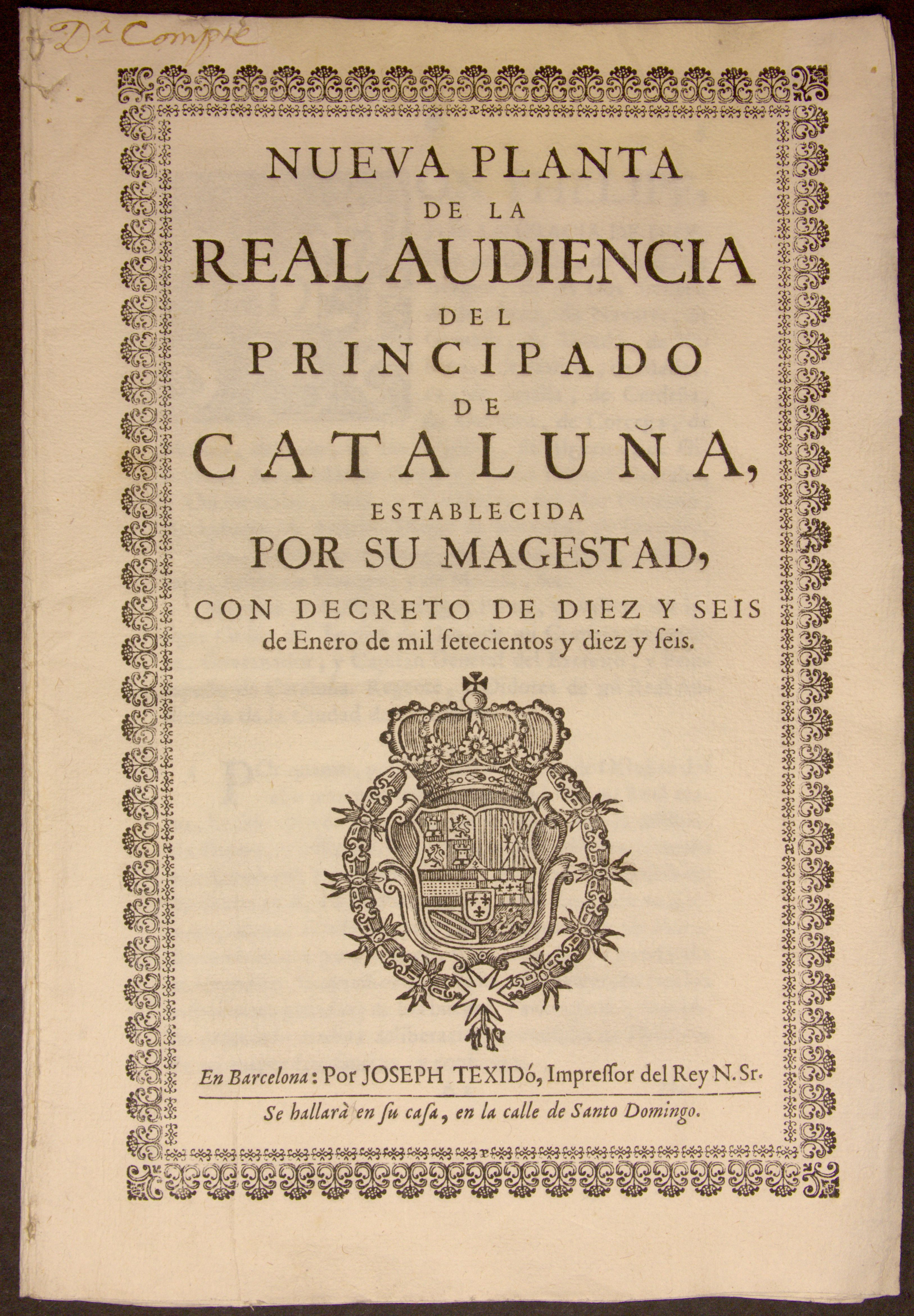
El Decret de Nova Planta, prohibí l'ús de la llengua catalana a l'administració de justícia i de govern de Catalunya

El 1640, quan s'esdevingué la Guerra dels Segadors, la Comuna es va posar al costat de la Generalitat i la seva gent va defensar el coll de Balaguer per barrar el pas dels castellans. Derrotat l'exèrcit de la Comuna, es va retirar a Cambrils on els homes es van fer forts. El poble de Cambrils, després d'un dur combat, va ser capturat pels castellans comandats pel Marquès de Los Vélez, el 15 de desembre del 1640, que donà ordre d'arrasar el poble, en els fets coneguts com la batalla de Cambrils. Poc després, el dia 24 de desembre, va caure Tarragona, que va entregar el francès Epenan, defensor de la ciutat. Derrotats els castellans, Tarragona fou assetjada pels francesos aliats dels catalans. Tant francesos com castellans es comportaven com ocupants i no varen ser ben rebuts pels catalans de la Comuna. El 1647 gairebé tots els pobles de la Comuna van jurar fidelitat a Felip IV però fins al 1651 la comarca no va quedar sotmesa a l'autoritat reial.
A la mort de Carles II, els pobles del Camp es van mantenir a favor de Felip d'Anjou, fins que el 1705 la Comuna es va declarar partidària de l'Arxiduc Carles d'Àustria, en part per la campanya promoguda des de Riudoms pels germans Nebot i el rector de Vilabella. Francesos i castellans van ocupar la zona el 1708 però el 1710 tornava al bàndol de l'arxiduc en un acord que fou de fet el darrer de l'entitat (el 13 de setembre de 1710) si bé encara hi va haver algunes actuacions fins al 1712.
Tot i ser abolida pel decret de Nova Planta del 1716, es va mantenir la resistència activa contra el nou rei francès fins al 1719 sota el comandament de Pere Joan Barceló (Carrasclet).
Emili Morera va publicar el 1901 un interessant estudi titulat: Reseña histórica de la Comuna del Camp de Tarragona, on fa un resum de les actuacions de la Comuna.